# Cnemidocarpa effracta
Cnemidocarpa effracta är en sjöpungsart som beskrevs av Monniot 1978. Cnemidocarpa effracta ingår i släktet Cnemidocarpa och familjen Styelidae.
Artens utbredningsområde är Södra Ishavet. Inga underarter finns listade i Catalogue of Life.